# Бєлов Антон Сергійович
Антон Сергійович Бєлов (рос. Антон Сергеевич Белов; 26 липня 1986, м. Рязань, СРСР) — російський хокеїст, захисник. Виступає за СКА (Санкт-Петербург) у Континентальній хокейній лізі.
Вихованець хокейної школи «Мечел» (Челябінськ). Виступав за ЦСКА-2 (Москва), «Мечел» (Челябінськ), ЦСКА (Москва), «Авангард» (Омськ), «Едмонтон Ойлерс».
В чемпіонатах НХЛ — 57 матчів (1+6).
У складі національної збірної Росії учасник зимових Олімпійських ігор 2014 (5 матчів, 1+0); учасник чемпіонатів світу 2013, 2014 і 2015 (28 матчів, 4+7); учасник EHT 2007, 2008, 2012, 2013 і 2014. У складі молодіжної збірної Росії учасник чемпіонату світу 2005. У складі юніорської збірної Росії учасник чемпіонатів світу 2003 і 2004.
Досягнення
- Чемпіон світу (2014), срібний призер (2014)
- Володар Кубка Гагаріна (2015)
- Срібний призер чемпіонату Росії (2012)
- Переможець юніорського чемпіонату світу (2004), бронзовий призер (2003)
- Срібний призер молодіжного чемпіонату світу (2005).